# 吉英河

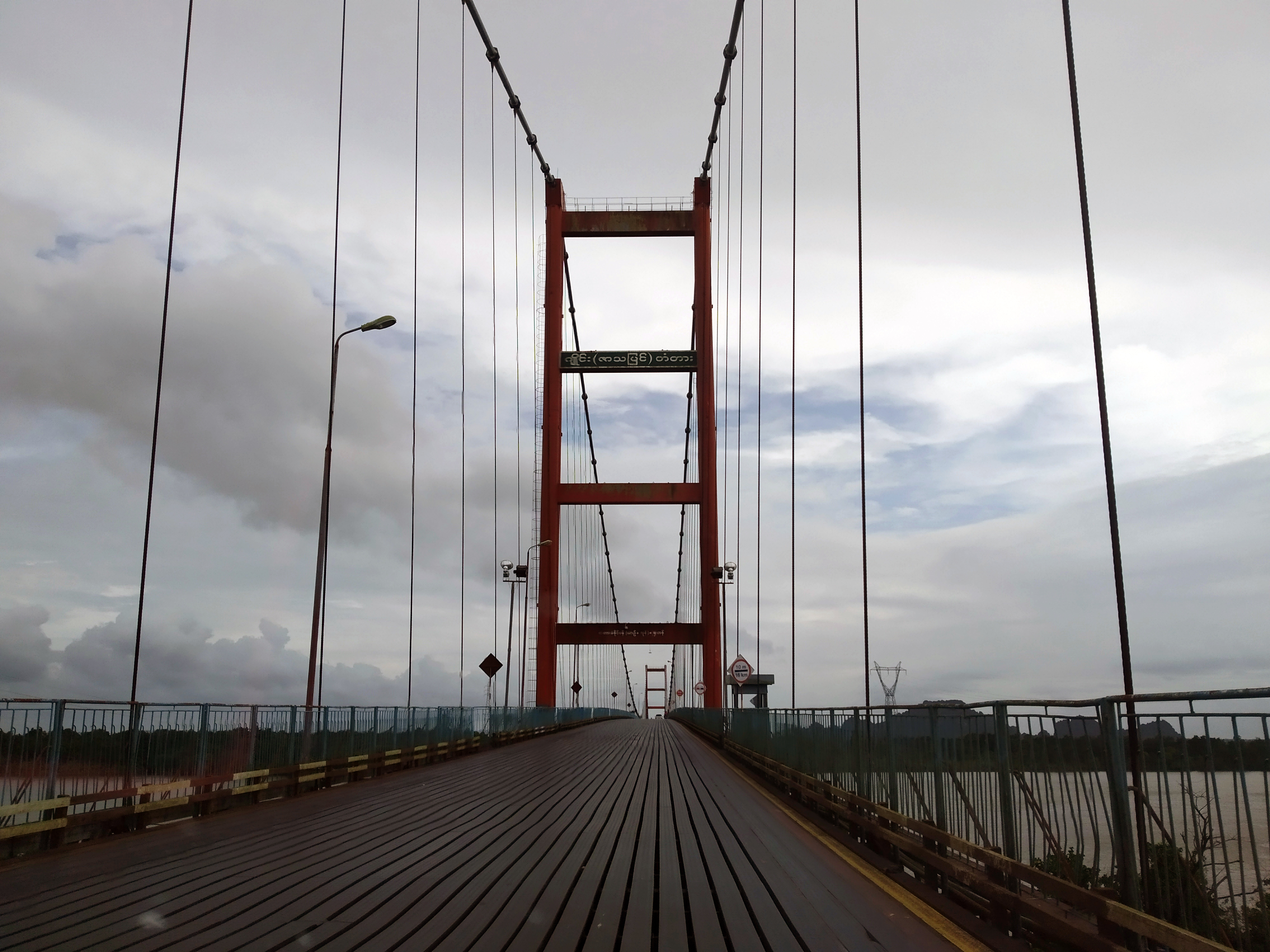
克倫邦和孟邦之間的吉英吊橋

吉英河（緬甸語：ဂျိုင်းမြစ်），是位於緬甸東南部克倫邦和孟邦的一條河流。它有兩條主要支流萊貝河和Haungtharaw河，在16°36′12″N 98°00′25″E / 16.60333°N 98.00694°E處滙集成為吉英河。它長約45英里，並在毛淡棉注入薩爾溫江。
吉英河是一條寬闊的河流，但是有很多淺沙灘。全年都可以通航小船。。吉英河上游是克倫邦的帕安縣和高加力縣邊界的一部分，下游是克倫邦和孟邦之間的邊界。